# أرايغوريغا
بلدية أرايغوريغا (بالإسبانية: Arrigorriaga) هي بلدية تقع في مقاطعة بيسكاي، التي تقع في منطقة الباسك شمالي إسبانيا.

## أعلام
- ميكيل ريكو
- سيمون ليكوي

## وصلات خارجية
- (بالإسبانية)